# تولید روغن پالم در مالزی

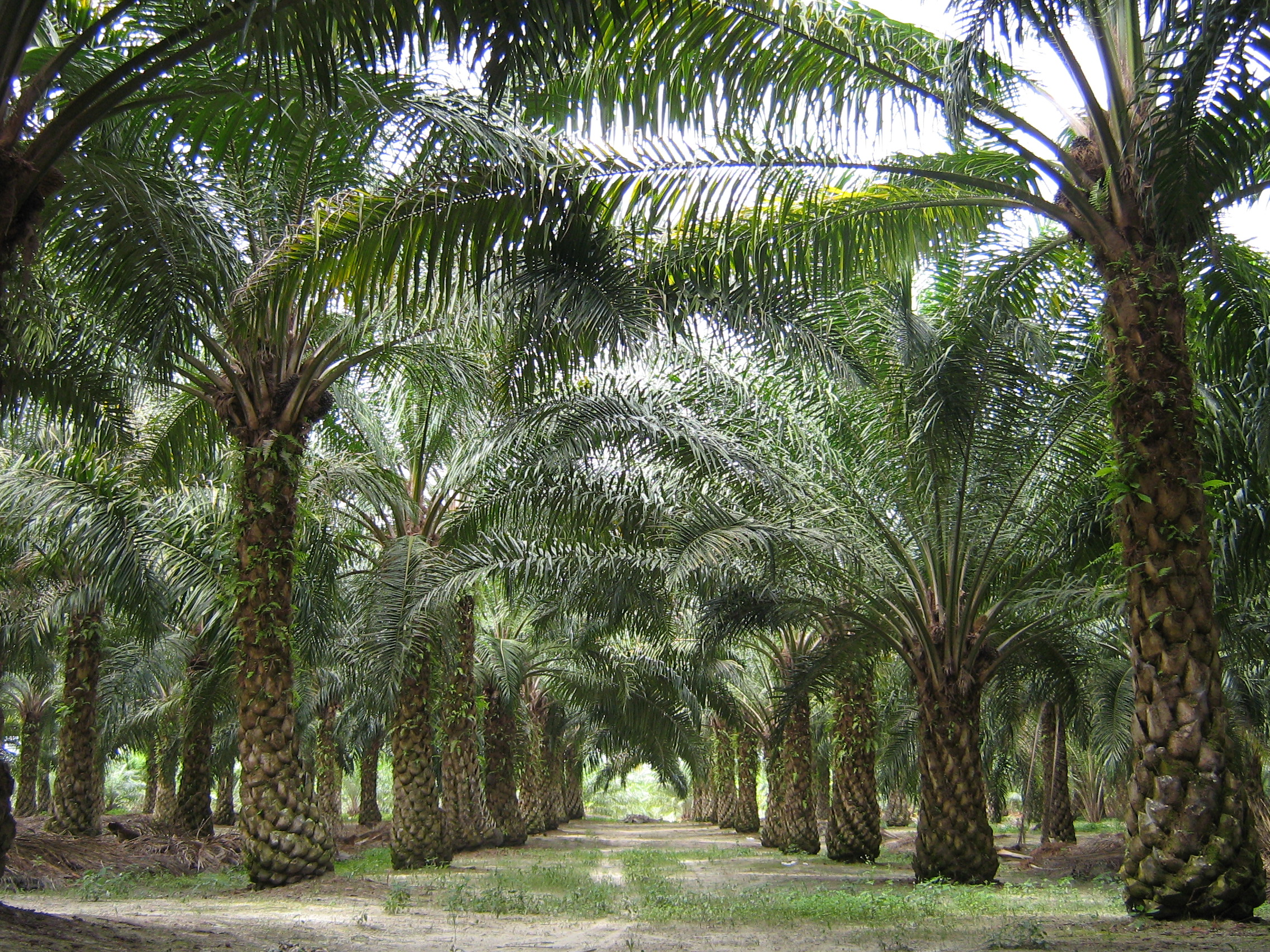
جنگل درختان بالغ نخل روغنی در مالزی (۲۰۰۷)

تولید روغن پالم در مالزی (انگلیسی: Palm oil production in Malaysia) که بعد از اندونزی، دومین تولید کننده بزرگ این فرآورده در دنیا می‌باشد برای اقتصاد مالزی حیاتی است. هیئت روغن پالم مالزی (کوته‌نوشت به انگلیسی: MPOB) یک نهاد مسئول دولتی برای ترویج و توسعه بخش روغن پالم در کشور است. صنعت تولید روغن پالم در مالزی حدود ۹۰ میلیون تن زیست‌توده لیگنوسلولزیک است که شامل:خوشه‌های میوه خالی، تنه نخل روغنی، برگ‌های بزرگ نخل روغنی و همچنین پساب آسیاب روغن پالم (کوته‌نوشت به انگلیسی: POME) می‌باشد. در سال ۲۰۱۰، در واکنش به دلواپسی‌ها در مورد اثرات اجتماعی و زیست محیطی روغن پالم، دولت مالزی متعهد شد تا با نگهداشت دست‌کم نیمی از زمین‌های کشور به عنوان پوشش جنگلی، گسترش جنگل‌های روغن پالم را محدود کند.

## تاریخچه
مالایای بریتانیا
در اوایل دههٔ ۱۸۷۰، درختان روغن پالم موجود در منطقۀ ناحیه شرقی و تحت‌الحمایه رودخانه روغن (Oil River)، نیجریه، غرب آفریقا از سوی دولت بریتانیا به عنوان گیاهان زینتی برای مالایای بریتانیا معرفی گردید. اولین کشت تجاری روغن پالم در سال ۱۹۱۷، در زمین‌های تناماران (Tennamaran) در ایالت سلانگور انجام گرفت. در مراحل اولیه توسعه آن، تمرکز دولت روی افزایش تولید روغن پالم از طریق افزایش سریع مناطق تحت کشت درختان روغن پالم بود.
مالزی
در اوایل دههٔ ۱۹۶۰، تحت برنامه دولت برای متنوع سازی محصولات تولیدی جهت کاهش وابستگی مالزی به کائوچو و قلع، کشت درختان روغن پالم افزایش قابل توجهی یافت. طی همین دوره، مالزی به بزرگ‌ترین صادر کننده روغن پالم در جهان تبدیل شد. دردههٔ ۱۹۸۰، دولت سه شرکت عمده تولیدکننده روغن پالم به نام‌های گاتری، گلدن هوپ و سایم داربی را ملی اعلام کرد.
| ناحیه سطح زیر کشت درختان روغن پالم بر اساس سال (۱۹۷۵–۲۰۱۲) | ناحیه سطح زیر کشت درختان روغن پالم بر اساس سال (۱۹۷۵–۲۰۱۲) | ناحیه سطح زیر کشت درختان روغن پالم بر اساس سال (۱۹۷۵–۲۰۱۲) |
| سال                                                        | ناحیه زیر کشت (میلیون هکتار)                               | بر حسب میزان درصد از مساحت کل مالزی                        |
| ---------------------------------------------------------- | ---------------------------------------------------------- | ---------------------------------------------------------- |
| ۱۹۷۵                                                       | ۰٫۶۴                                                       | ۱٫۹٪                                                       |
| ۱۹۸۰                                                       | ۱٫۰۲                                                       | ۳٫۱٪                                                       |
| ۱۹۸۵                                                       | ۱٫۴۸                                                       | ۴٫۵٪                                                       |
| ۱۹۹۰                                                       | ۲٫۰۳                                                       | ۶٫۱٪                                                       |
| ۱۹۹۵                                                       | ۲٫۵۴                                                       | ۷٫۷٪                                                       |
| ۲۰۰۰                                                       | ۳٫۳۷                                                       | ۱۰٫۲٪                                                      |
| ۲۰۰۵                                                       | ۴٫۰۵                                                       | ۱۲٫۲٪                                                      |
| ۲۰۱۲                                                       | ۵٫۱                                                        | ۱۵٫۴٪                                                      |

تنش با اتحادیه اروپا
طبق توافق و نتیجه‌گیری کمیسیون اروپا در ماه مارس ۲۰۱۹، کشت درختان روغن پالم منجر به جنگل زدایی افراطی می‌گردد و به همین علت تا سال ۲۰۳۰، استفاده از روغن پالم در سوخت حمل و نقل به تدریج باید کنار گذاشته شود.
دل نگرانی صادرات به هند
هند که بزرگ‌ترین خریدار مواد خوراکی در جهان است، واردات روغن پالم تصفیه شده از مالزی را به طرز چشمگیری ممنوع اعلام کرد. این اقدام در پی ناخرسندی دهلی نو از نکوهش ماهاتیر، نخست‌وزیر مالزی، نسبت به قانون جدید شهروندی ۲۰۱۹ هند اتفاق افتاد که گمان می‌رفت این قانون مسلمانان را هدف قرار داده‌است. رویترز گزارش داد که دولت هند به‌طور غیررسمی به بازرگانان اطلاع داده‌است که از خرید روغن پالم مالزی پرهیز کنند. اما ماهاتیر تسلیم نشد و گفت «ما به خاطر اینکه مقدار زیادی روغن پالم به هند صادر می‌کنیم البته نگران این موضوع هستیم ولی از سوی دیگر باید صادق باشیم و اگر اقدام اشتباهی را دیدیم آن را بازگو کنیم.»

## مساحت زیر کشت
در سال ۲۰۱۶، ناحیه زیر کشت درختان روغن پالم در مالزی، در مجموع بالغ بر ۵۷٬۴۰۰ کیلومترمربع بود.
| مساحت زیر کشت درختان روغن پالم در مالزی بر حسب هر ایالت (۲۰۱۶) | مساحت زیر کشت درختان روغن پالم در مالزی بر حسب هر ایالت (۲۰۱۶) | مساحت زیر کشت درختان روغن پالم در مالزی بر حسب هر ایالت (۲۰۱۶) | مساحت زیر کشت درختان روغن پالم در مالزی بر حسب هر ایالت (۲۰۱۶) |
| ایالت                                                          | مساحت زیر کشت (هکتار)                                          | درصد از کل مساحت زیر کشت                                       | درصد از مساحت ایالت                                            |
| -------------------------------------------------------------- | -------------------------------------------------------------- | -------------------------------------------------------------- | -------------------------------------------------------------- |
| صباح                                                           | ۱٬۵۵۱٬۷۱۴                                                      | ۲۷٫۰٪                                                          | ۲۱٫۱٪                                                          |
| ساراواک                                                        | ۱٬۵۰۶٬۷۶۹                                                      | ۲۶٫۳٪                                                          | ۱۲٫۱٪                                                          |
| جوهر                                                           | ۷۴۵٬۶۳۰                                                        | ۱۳٪                                                            | ۳۸٫۸٪                                                          |
| پاهانگ                                                         | ۷۳۲٬۰۵۲                                                        | ۱۲٫۸٪                                                          | ۲۰٫۳٪                                                          |
| پراک                                                           | ۳۹۷٬۹۰۸                                                        | ۶٫۹٪                                                           | ۱۸٫۹٪                                                          |
| نگری سمبیلان                                                   | ۱۷۸٬۹۵۸                                                        | ۳٫۱٪                                                           | ۲۶٫۸٪                                                          |
| ترنگانو                                                        | ۱۷۱٬۹۴۳                                                        | ۳٪                                                             | ۱۳٫۲٪                                                          |
| کلانتان                                                        | ۱۵۵٬۴۵۸                                                        | ۲٫۷٪                                                           | ۱۰٫۳٪                                                          |
| سلانگور                                                        | ۱۳۸٬۸۳۱                                                        | ۲٫۴٪                                                           | ۱۷٫۱٪                                                          |
| کداح                                                           | ۸۷٬۷۸۶                                                         | ۱٫۵٪                                                           | ۳۳٫۷٪                                                          |
| ملاکا                                                          | ۵۶٬۱۴۹                                                         | ۱٪                                                             | ۱۳٫۵٪                                                          |
| پنانگ                                                          | ۱۴٬۱۳۵                                                         | ۰٫۲٪                                                           | ۹٫۲٪                                                           |
| پرلیس                                                          | ۶۵۲                                                            | ۰٪                                                             | ۰٫۸٪                                                           |